# Joe McGinniss
Joseph Ralph McGinniss Sr., noto come Joe McGinniss (New York, 9 dicembre 1942 – Worcester, 10 marzo 2014), è stato un saggista e giornalista statunitense.

## Biografia
Figlio di una segretaria della CBS e di un agente di commercio, dopo il diploma al College of the Holy Cross divenne reporter per il Worcester Telegram e successivamente editorialista per il Philadelphia Inquirer. Salì all'onore delle cronache nel 1969 con il suo libro d'esordio, il best seller Come si vende un presidente (The Selling of the President), che raccontava dall'interno le tecniche di marketing usate nella campagna presidenziale da Richard Nixon.
Molti suoi libri sollevarono grandi controversie, in particolare Fatal Vision (1984), che raccontava l'epopea giudiziaria del berretto verde Jeffrey MacDonald, accusato e in seguito condannato all'ergastolo per l'omicidio della moglie e delle due figlie; MacDonald aveva proposto a McGinniss di scrivere un libro sul suo caso, aveva dato accesso ai documenti della difesa e gli aveva dato modo di seguire da vicino la fase pre-processuale e processuale nella convinzione che McGinniss credesse nella sua innocenza, ma McGinniss contando su un contratto che gli dava massima libertà sui contenuti dell'opera aveva infine scritto un libro decisamente colpevolista. Il libro vendette oltre 2 milioni e mezzo di copie e fu adattato in una miniserie televisiva di successo ma si attirò grandi critiche soprattutto di carattere etico, tra gli altri da parte della scrittrice Janet Malcolm e del regista Errol Morris. Considerevoli polemiche sollevarono anche le biografie su Ted Kennedy (The Last Brother: The Rise and Fall of Teddy Kennedy, 1993) e Sarah Palin (The Rogue: Searching for the real Sarah Palin, 2011).
Altri libri di successo furono Cieca fiducia (Blind Faith, 1989) e Cruel Doubt (1991), anch'essi di genere true crime e anch'essi adattati in fortunate miniserie televisive, e Il miracolo del Castel di Sangro (The Miracle of Castel di Sangro, 1999, pubblicato in Italia solo nel 2001), che raccontava la grande impresa del Castel di Sangro Calcio, squadra dell'omonimo piccolo comune abruzzese che, tra gli anni ottanta e gli anni novanta, sotto la proprietà di Pietro Rezza e Gabriele Gravina (quest'ultimo futuro presidente della federazione calcistica italiana), ottenne sette promozioni in quattordici anni e disputò sedici campionati nelle divisioni del calcio professionistico, due dei quali in Serie B; McGinniss venne a conoscenza della vicenda del club sangrino mentre si trovava in Italia per intervistare il difensore del Padova Alexi Lalas, unico giocatore statunitense in Serie A, e decise di rimanervi per seguirla personalmente da vicino.
Malato di cancro alla prostata dal 2003, McGinniss morì per le conseguenze della malattia nel 2014, all'età di 71 anni.